# Thomas Auth
Thomas Auth –conocido como Tom Auth– (Orange, 9 de septiembre de 1968) es un deportista estadounidense que compitió en remo.
Ganó una medalla de bronce en el Campeonato Mundial de Remo de 1990, en la prueba de ocho con timonel ligero. Participó en dos Juegos Olímpicos de Verano, en los años 1996 y 2000, ocupando el sexto lugar en Sídney 2000, en la prueba de cuatro sin timonel ligero.

## Palmarés internacional
| Campeonato Mundial | Campeonato Mundial | Campeonato Mundial | Campeonato Mundial      |
| Año                | Lugar              | Medalla            | Prueba                  |
| ------------------ | ------------------ | ------------------ | ----------------------- |
| 1991               | Viena (Austria)    | Medalla de bronce  | Ocho con timonel ligero |